# Салаватский район
Салава́тский райо́н (баш. Салауат районы) — административно-территориальная единица (район) и муниципальное образование (муниципальный район) в её границах под наименованием муниципальный район Салаватский район (баш. Салауат районы муниципаль районы) в составе Республики Башкортостан Российской Федерации.
Административный центр — село Малояз.

## География
Район расположен в северо-восточной части Башкортостана, на юге граничит с Челябинской областью. Площадь района составляет 2182 км². Основная часть территории расположена на водоразделе рек Юрюзани и Ай. По юго-восточной части протянулись передовые хребты западного склона Урала (Сулея, Башкирское Ильчикеево). На севере возвышается хребет Каратау, на северо-западе расположено Уфимское плато. Средняя высота над уровнем моря составляет 370 м. Памятниками природы объявлены гора Янгантау, Куселяровские сероводородные источники, источник Кургазак, Лаклинская пещера, гора Кызлартау, Аркауловское и Лагеревское болота, геологический разрез Мечетлино, Каменные ворота (Капкаташ) на р.Ай у с.Лаклы.
Имеются месторождения бокситов (Новое, Айские), известняка (Мурсалимкинское, Чебаркульское, Язги-Юртовское), цементных глин (Ягодное), песка-отощителя (Лагеровское), песчано-гравийной смеси (Ялан-Кульское), агрономических руд (Мещегаровское, Покровское). Есть небольшие торфяные болота (Мещегаровское, Ак-Шишминское, Лагеровское и др.) общей площадью 600 га. Климат района умеренно континентальный, умеренно прохладный, влажный с коротким вегетационным периодом.
Распространены чернозёмы слабооподзоленные, тёмно-серые и чернозёмовидные лесные деградированные почвы. Леса занимают 63,9 тыс. га (31,6 % территории района). Общие запасы древесины около 9 млн. м³ (в том числе берёзы — 4,5 млн кубометров, осины — 1,8 млн кубометров, сосны — 1,1 млн кубометров, липы — 0,8 млн. м³). Под сельскохозяйственными угодьями занято 107,9 тыс. га, в том числе под пашнями — 66,9 тыс. га, пастбищами — 26,6 тыс. га, сенокосами — 14,3 тыс. га.
Транспорт
На территории района находится железная дорога Уфа — Челябинск и автомобильная дорога Кропачёво — Малояз — Месягутово — Большеустьикинское — Красноуфимск.

## История
Образован в 1935 году как Малоязовский район из части Верхне-Кигинского района БАССР. С 4 марта 1941 г. — Салаватский район. Назван в честь башкирского национального героя Салавата Юлаева, уроженца д. Текеево (до наших дней не сохранилась).
В прошлом населённые пункты района относились:
- к Мурзаларской волости: Мечетлино (Мурзалар), Кусепей, Ильтай (Сакай), Мунай (Аркаул), Махмут, Мусят, Ахун, Бешевляр, Яубуляк, Куселяр, 1-е Идельбай (Бадрак), 2-е Идельбай, Ташаул (Такай);
- к Каратавлинской волости: Каратавлы (башкиры-вотчинники), Калмаклар (припущенники из башкир Мурзаларцев с 1729 года);
- к Кыр-Кудейской волости: Яхъя, Ишимбай, Миндиш, Иксан (до начала XIX в.), Абдрахман (исчезла до 1915 года);
- к Шайтан-Кудейской волости: Идрис, Юнус, Шагынай (Юлай), Алька;
- к Тюбелясской волости: Терменево, Сюрюкай, Новосюрюкаево, Урмансы, Ильчикей, Калмакулово, рп. Мурсалим, Карагулово;
- к Тырнаклинской волости состояла из следующих деревень: Лагер (Васкино), Шаряк, Ельгильде[9].

## Население
| 1939    | 1959    | 1970    | 1979    | 1989    | 2002    | 2008    | 2009    | 2010    |
| ------- | ------- | ------- | ------- | ------- | ------- | ------- | ------- | ------- |
| 32 516  | ↘32 284 | ↘31 785 | ↘28 084 | ↘26 382 | ↗28 516 | ↘28 149 | ↘27 916 | ↘26 566 |
| 2012    | 2013    | 2014    | 2015    | 2016    | 2017    | 2018    | 2019    | 2021    |
| ↘25 910 | ↘25 449 | ↘24 987 | ↘24 627 | ↘24 422 | ↘24 196 | ↘23 871 | ↘23 561 | ↗24 273 |

Согласно прогнозу Минэкономразвития России, численность населения будет составлять:
- 2024 — 23,67 тыс. чел.
- 2035 — 22,09 тыс. чел.

### Национальный состав
Согласно Всероссийской переписи населения 2010 года: башкиры — 66,6 %, татары — 22,4 %, русские — 10 %, лица других национальностей — 1 %.
По итогам переписи населения 2020 года проживали следующие национальности (национальности менее 0,1 % и другое см. в сноске к строке «Другие»):
| Национальность | Численность, чел. | Доля     |
| -------------- | ----------------- | -------- |
| Башкиры        | 16 855            | 69,44 %  |
| Татары         | 4593              | 18,92 %  |
| Русские        | 2510              | 10,34 %  |
| Узбеки         | 57                | 0,23 %   |
| Таджики        | 40                | 0,16 %   |
| Другие         | 218               | 0,91 %   |
| Итого          | 24 273            | 100,00 % |

### Языковой состав
Согласно Всероссийской переписи населения 2010 года родными языками населения являлись: башкирский — 66,4 %, 
татарский — 21,9 %, русский — 11,1 %.
Согласно Всероссийской переписи населения 2020 года родными языками населения являлись: башкирский — 69 %, 
татарский — 18,7 %, русский — 11,2 %.

## Административное деление
В Салаватский район как административно-территориальную единицу республики входит 16 сельсоветов.
В одноимённый муниципальный район в рамках местного самоуправления входит 16 муниципальных образований со статусом сельского поселения:
| №     | Муниципальное образование | Административный центр | Количество населённых пунктов | Население (чел.) | Площадь (км²) |
| ----- | ------------------------- | ---------------------- | ----------------------------- | ---------------- | ------------- |
| 1e-06 | Сельское поселение        |                        |                               |                  |               |
| 1     | Алькинский сельсовет      | село Алькино           | 5                             | ↘1229            | 148,77        |
| 2     | Аркауловский сельсовет    | село Аркаулово         | 5                             | ↘1796            | 110,02        |
| 3     | Ишимбаевский сельсовет    | село Ишимбаево         | 4                             | ↘1052            | 90,64         |
| 4     | Лагеревский сельсовет     | село Лагерево          | 4                             | ↘1300            | 149,81        |
| 5     | Лаклинский сельсовет      | село Лаклы             | 2                             | ↘1151            | 120,77        |
| 6     | Малоязовский сельсовет    | село Татарский Малояз  | 6                             | ↘859             | 62,19         |
| 7     | Мечетлинский сельсовет    | село Мечетлино         | 3                             | ↗1556            | 170,20        |
| 8     | Мещегаровский сельсовет   | село Мещегарово        | 4                             | ↘1315            | 176,66        |
| 9     | Мурсалимкинский сельсовет | село Мурсалимкино      | 5                             | ↘2607            | 296,06        |
| 10    | Насибашевский сельсовет   | село Насибаш           | 1                             | ↘780             | 83,09         |
| 11    | Первомайский сельсовет    | село Первомайский      | 1                             | ↘357             | 8,08          |
| 12    | Салаватский сельсовет     | село Малояз            | 3                             | ↗5024            | 48,50         |
| 13    | Таймеевский сельсовет     | село Таймеево          | 6                             | ↘1444            | 448,13        |
| 14    | Терменевский сельсовет    | село Терменево         | 2                             | ↘727             | 59,29         |
| 15    | Турналинский сельсовет    | село Турналы           | 3                             | ↘912             | 135,91        |
| 16    | Янгантауский сельсовет    | село Янгантау          | 6                             | ↘1785            | 74,10         |

### Населённые пункты
| №  | Населённый пункт   | Тип                          | Население | Муниципальное образование |
| -- | ------------------ | ---------------------------- | --------- | ------------------------- |
| 1  | 1-е Идельбаево     | деревня                      | ↘108      | Таймеевский сельсовет     |
| 2  | 2-е Идельбаево     | деревня                      | ↘328      | Таймеевский сельсовет     |
| 3  | Айская             | деревня                      | ↘207      | Турналинский сельсовет    |
| 4  | Алькино            | село                         | ↘488      | Алькинский сельсовет      |
| 5  | Аркаулово          | село                         | ↘1439     | Аркауловский сельсовет    |
| 6  | Ахуново            | деревня                      | ↘673      | Мечетлинский сельсовет    |
| 7  | Баш-Ильчикеево     | деревня                      | ↘337      | Мурсалимкинский сельсовет |
| 8  | Бешевлярово        | деревня                      | ↘220      | Аркауловский сельсовет    |
| 9  | Бычковка           | деревня                      | ↘41       | Малоязовский сельсовет    |
| 10 | Гусевка            | село                         | ↘199      | Малоязовский сельсовет    |
| 11 | Еланыш             | село                         | ↘343      | Мещегаровский сельсовет   |
| 12 | Ельгильдино        | деревня                      | ↗24       | Турналинский сельсовет    |
| 13 | Идрисово           | деревня                      | ↘151      | Алькинский сельсовет      |
| 14 | Ильтаево           | деревня                      | ↘153      | Янгантауский сельсовет    |
| 15 | Ишимбаево          | село                         | ↗463      | Ишимбаевский сельсовет    |
| 16 | Калмакларово       | деревня                      | ↘208      | Салаватский сельсовет     |
| 17 | Карагулово         | деревня                      | ↘231      | Мурсалимкинский сельсовет |
| 18 | Комсомол           | деревня                      | ↗221      | Янгантауский сельсовет    |
| 19 | Куселярово         | деревня                      | ↘171      | Аркауловский сельсовет    |
| 20 | Кусепеево          | деревня                      | ↘250      | Мечетлинский сельсовет    |
| 21 | Кызырбак           | деревня                      | ↘11       | Салаватский сельсовет     |
| 22 | Лагерево           | село                         | ↘856      | Лагеревский сельсовет     |
| 23 | Лаклы              | село                         | ↘925      | Лаклинский сельсовет      |
| 24 | Малояз             | село, административный центр | ↗5124     | Салаватский сельсовет     |
| 25 | Махмутово          | деревня                      | ↘100      | Аркауловский сельсовет    |
| 26 | Мечетлино          | село                         | ↘713      | Мечетлинский сельсовет    |
| 27 | Мещегарово         | село                         | ↘534      | Мещегаровский сельсовет   |
| 28 | Миндишево          | деревня                      | ↘304      | Ишимбаевский сельсовет    |
| 29 | Мурсалимкино       | село                         | ↘2203     | Мурсалимкинский сельсовет |
| 30 | Мусатово           | деревня                      | ↘71       | Янгантауский сельсовет    |
| 31 | Насибаш            | село                         | ↘803      | Насибашевский сельсовет   |
| 32 | Новая Михайловка   | деревня                      | ↘7        | Малоязовский сельсовет    |
| 33 | Новосюрюкаево      | деревня                      | ↘145      | Мурсалимкинский сельсовет |
| 34 | Новые Каратавлы    | деревня                      | ↘364      | Алькинский сельсовет      |
| 35 | Первомайский       | село                         | ↘357      | Первомайский сельсовет    |
| 36 | Покровка           | деревня                      | ↘66       | Малоязовский сельсовет    |
| 37 | Радио              | деревня                      | ↘129      | Ишимбаевский сельсовет    |
| 38 | Русское Ильчикеево | деревня                      | ↘108      | Мурсалимкинский сельсовет |
| 39 | Саргамыш           | деревня                      | ↘256      | Мещегаровский сельсовет   |
| 40 | Свобода            | деревня                      | ↘102      | Терменевский сельсовет    |
| 41 | Таймеево           | село                         | ↘633      | Таймеевский сельсовет     |
| 42 | Татарский Малояз   | село                         | ↘586      | Малоязовский сельсовет    |
| 43 | Ташаулово          | деревня                      | ↘187      | Таймеевский сельсовет     |
| 44 | Терменево          | село                         | ↘774      | Терменевский сельсовет    |
| 45 | Турналы            | село                         | ↘819      | Турналинский сельсовет    |
| 46 | Урдалы             | деревня                      | ↘20       | Янгантауский сельсовет    |
| 47 | Урмантау           | село                         | ↘357      | Таймеевский сельсовет     |
| 48 | Урманчино          | деревня                      | ↘405      | Лаклинский сельсовет      |
| 49 | Устьатавка         | деревня                      | ↘136      | Таймеевский сельсовет     |
| 50 | Чебаркуль          | деревня                      | ↗214      | Лагеревский сельсовет     |
| 51 | Черепаново         | деревня                      | ↘54       | Малоязовский сельсовет    |
| 52 | Чулпан             | деревня                      | ↘376      | Янгантауский сельсовет    |
| 53 | Шарипово           | село                         | ↘420      | Мещегаровский сельсовет   |
| 54 | Шаряково           | деревня                      | ↗170      | Лагеревский сельсовет     |
| 55 | Юлаево             | деревня                      | ↘123      | Алькинский сельсовет      |
| 56 | Юнусово            | деревня                      | ↘248      | Алькинский сельсовет      |
| 57 | Язги-Юрт           | деревня                      | ↗259      | Лагеревский сельсовет     |
| 58 | Янгантау           | село                         | ↘1017     | Янгантауский сельсовет    |
| 59 | Яубуляково         | деревня                      | ↘26       | Аркауловский сельсовет    |
| 60 | Яхъя               | деревня                      | ↘333      | Ишимбаевский сельсовет    |

## Экономика
Специализация сельского хозяйства скотоводческо-зерноводческая с развитыми свиноводством и картофелеводством. Комбинат строительных материалов (Мурсалимкино), РТП (Насибаш), завод по розливу лечебно-столовой минеральной воды «Кургазак». Функционируют лесхоз и ПО «Башкирсельхозлес». Территорию района пересекают железная дорога Москва — Челябинск и региональная автомобильная дорога Кропачёво — Малояз — Месягутово — Красноуфимск — Ачит.
- Урочище Янгантау
- Янған-Тау
- Вход в Лаклинскую пещеру
- Лаклинская пещера
- Идрисовская пещера
- Музей Рами Гарипова
- Музей Рами Гарипова
- Әй
- Бийәнкә
- Түгәрмә

## Образование
В районе 49 общеобразовательных школ, в том числе 18 средних, музыкальная школа, профессиональное училище в Малоязе, 25 массовых библиотек, 48 клубных учреждений, центральная районная и 4 сельских больницы, курорт «Янгантау». Издаются газеты на башкирском и русском языке «Юрюзань» и «На земле Салавата».

## Достопримечательности
- Идрисовская пещера — пещера, памятник археологии федерального значения. В пещере обнаружены Идрисовские писаницы. Согласно башкирскому преданию «Салауат мәмерйәһе» («Пещера Салавата»), в 1774 г. в Идрисовской пещере скрывался Салават Юлаев со сподвижниками из своего отряда[46][47][48].
- Кургазак — ручей, минеральный источник, вытекающий из отрогов горного хребта Каратау на левобережье реки Юрюзань, находится в Салаватском районе Башкортостана. Окрестности источника заняты сосново-осиново-березовыми лесами, входящими в 1-ю санитарную зону курорта «Янгантау»[49][50][51].
- Лаклинская пещера — карстовая пещера, памятник природы (1965), обитают летучие мыши[52][53][54].
- Памятник в Баш-Ильчикеево - памятник в память о крушений самолёта на горе Баш-Таш вблизь деревни Баш-Ильчикеево.
- Музей Рами Гарипова — музей с экспозицией из личных вещей, рукописей, стенгазет и портретов поэта[55][56][57].
- Музей Салавата Юлаева — музей Салавата Юлаева, башкирского национального героя, в селе Малояз, открыт 15 июня 1991 года. В основу композиции заложена конструкция башкирской юрты. Экспозиция музея рассказывает о судьбе поэта Салавата Юлаева. Представлены предметы убранства башкирские юрты, одежда, орудия труда, утварь; выделены седло и сабля, по преданию, принадлежавшие Салавату[58][59][60].
- Музей Галимова Хабира Латыповича — музей с экспозиции личных вещей, афиш, мебели заслуженного артиста РСФСР, артиста оперы. Музей размещён в здании МОБУ СОШ с. Лагерево .
- Краеведческий музей села Лагерево — музей в здании МОБУ СОШ с. Лагерево, с экспозициями различных эпох. Среди них стоит отметить экспозицию, посвященную палеолитическому периоду с останками древних обитателей фауны, этнологический уголок, стенды, посвященные Гражданской войне, Великой Отечественной войне, а также стенды развитию села в советский период .
- Сикияз-Тамак — пещерный комплекс, находится в Саткинском районе Челябинской области и Салаватском районе Башкирии, в долине правом берегу реки Ай. Археологические материалы всех исторических эпох: палеолита, мезолита, неолита, энеолита, бронзового и железного века, впервые встретились хорошо сохранившиеся изделия из дерева, здесь найдены захоронения пещерного человека. В пещерах найдены бронзовые и серебряные изделия. Помимо исторической значимости, территория является своеобразным природным резерватом, где редкие виды животных и птиц имеют высокую численность и ведут образ жизни, соответствующий их экологическим потребностям[61][62][63].
- Янган-Тау — низкогорный, многопрофильный бальнеологический курорт,[64][65][66].
- Музей истории санатория «Янган-Тау» — история развития курорта с самого его образования. Музей был создан в 1977 году к 40 летию санатория[67]
- Морской музей «Каравелла» (Янган-Тау) — в основу морского музея легла уникальная коллекция Рауля Кимовича Саматова[68].
- Музей Хариса Юсупова (Аркаулово)